# Кинасов, Александр Александрович
Александр Александрович Кинасов (15 июля 1904, Грозный — 3 мая 1989) — генерал-майор интендантской службы, служивший в Народном Войске Польском.

## Биография
Окончил гимназию в 1918 году и вступил в РККА в июле месяце. До декабря 1920 года — участник Гражданской войны в России, сражался в составе рабочего отряда за Грозный в 1918 году. Осенью 1921 года окончил хозяйственные курсы, в сентябре 1923 года — курсы пехотных командиров, стал командиром отряда. С марта 1924 года — командир взвода, с августа 1924 года — командир роты, с ноября 1925 по сентябрь 1927 — на курсах командиров рот, с июля 1928 года — и.о. командира роты.
Член ВКП(б) с 1926 года. С ноября 1928 года — квартирмейстер полка, с января 1931 года — командир разведывательной роты, с июня 1931 года — начальник тыловой части механизированного отделения, с февраля 1932 года — помощник начальника штаба в том же подразделении. С ноября 1932 года — помощник командира по техническому обеспечению, с апреля 1933 года — помощник командира механизированного полка. С марта 1935 по октябрь 1936 годов —— слушатель подготовительных курсов, учился в 1936—1939 годах в Военно-хозяйственной академии имени В.М.Молотова С мая 1939 года — начальник хозяйственного отдела 39-го стрелкового корпуса, в августе 1939 года назначен начальником хозяйственного отдела штаба армии.
Осенью 1940 года — заместитель начальника штаба армии по хозяйственным вопросам. С осени 1941 года — заместитель командующего 25-й армией по вопросам тыла и глава интендантской службы, с июня 1943 года занимал аналогичную должность в 15-й армии. Летом 1945 года участвовал в советско-японской войне, в боях в Маньчжурии (2-й Дальневосточный фронт). 8 сентября 1945 года произведён в генерал-майоры, с июня 1946 года — старший преподаватель кафедры тылов в Военной академии тыла и транспорта имени В.М.Молотова, с марта 1948 года — начальник образовательного отдела, с августа по декабрь 1949 года — и.о. заместителя начальника академии по строевой подготовке.
8 апреля 1950 года направлен в Войско Польское, назначен начальником Учебного интендантского центра в Познани. С 23 марта 1951 — главный интендант Войска Польского, в 1952—1953 годах — заместитель главного квартирмейстера Войска Польского, в 1953—1954 годах — военный советник заместителя главного квартирмейстера, бригадного генерала Францишека Цимбаревича.
Отмечен наградами: орденом Ленина (1945), двумя орденами Красного Знамени (один из них — 1944), орденом Отечественной войны I степени (приказ от 25 августа 1945 года за обеспечение войск всеми видами военного имущества во время боевых операций против Японии), медалями «За победу над Германией» и «За победу над Японией». Также награждён офицерским крестом Ордена Возрождения Польши в 1953 году.
Урна с прахом захоронена в колумбарии на Ваганьковском кладбище.